# Лудолф IV фон Волденберг
Лудолф IV фон Волденберг-Вердер (на немски: Ludolf IV, Graf von Werder an der Nette; * пр. 1262; † между 27 януари и 4 март 1286) от фамилията фон Волденберг, е граф на Вердер (Вердер де Инсула на река Нете, част от Бокенхем) в Долна Саксония.

## Произход
Той е вторият син на граф Херман II фон Волденберг († 1271/1272) и съпругата му Хедвиг фон Вернигероде († сл. 1264), внучка на граф Албрехт III фон Вернигероде († сл. 1214/1224) и съпругата му фон Кверфурт. Майка му Хедвиг е дъщеря на граф Гебхард I фон Вернигероде в Дерлингау и Нордтюринггау († 1270) и Луитгард († сл. 1259); или дъщеря на брата на Гебхард I, на граф Конрад I фон Вернигероде в Амбергау, шериф на Дрюбек († сл. 1253) и Хадевиг († 1252). Внук е на граф Хайнрих I фон Волденберг († 1251) и съпругата му София фон Хаген († 1261).
Роднина е на Буркард I фон Волденберг († 1235), архиепископ на Магдебург (1232 – 1235), на Хайнрих фон Волденберг († 1318), епископ на Хилдесхайм (1310 – 1318), Ото II фон Волденберг († 1331), епископ на Хилдесхайм (1319 – 1331), Херман фон Бланкенбург († 1303), епископ на Халберщат (1296 – 1303), и Бурхард II фон Бланкенбург († 1305), архиепископ на Магдебург (1296 – 1305).
Братята му са граф Йохан II фон Волденберг († 1331), Конрад I фон Волденберг († 1331/1338), граф на Вердер, господар на Гандерсхайм, Хайнрих фон Волденберг († сл. 1275), домхер в Хилдесхайм (1264 – 1275), архдякон в Борзум (1270), Буркхард фон Волденберг († сл. 1264) и Хойер III фон Волденберг († 1327/1331).

## Фамилия
Лудолф IV фон Волденберг се жени за Аделхайд Аделхайд фон Хоенбюхен († сл. 8 април 1276), дъщеря на Конрад I фон Хоенбюхен († сл. 1227) и София фон Фридебург и Меринген († сл. 1262). Те имат 9 деца:
- синове (* пр. 1275)
- Херман VI фон Волденберг († сл. 1334)
- Хайнрих VII фон Волденберг († сл. 1302)
- Лудолф VI фон Волденберг, Волденщайн и Вердер († сл. 1 септември 1358)
- Конрад II фон Волденберг († сл. 1297)
- Хедвиг фон Волденберг († сл. 1297/сл. 1332)
- София фон Волденберг († сл. 1297/17 август 1341/3 юли 1343)
- Йохан фон Волденберг († сл. 1300)
- Бурхард V фон Волденберг († сл. 1302)